# 前1570年代
| 千纪： | 前2千纪 |
| 世纪： | 前17世纪 \| 前16世纪 \| 前15世纪                                                                                     |
| 年代： | 前1600年代 \| 前1590年代 \| 前1580年代 \| 前1570年代 \| 前1560年代 \| 前1550年代 \| 前1540年代                       |
| 年份： | 前1579年 \| 前1578年 \| 前1577年 \| 前1576年 \| 前1575年 \| 前1574年 \| 前1573年 \| 前1572年 \| 前1571年 \| 前1570年 |

## 重要事件及趋势
- 古埃及第二中间时期结束，新王国时期开始

## 重要人物
- 卡摩斯，埃及第十七王朝最后一任法老（1573–1570 BC）。
- 雅赫摩斯一世，埃及第十八王朝第一任法老（1570–1546 BC）。
- 前1573年—希伯去世，根据希伯来历